# 충주 봉황리 마애불상군
충주 봉황리 마애불상군(忠州 鳳凰里 磨崖佛像群)은 충청북도 충주시 가금면 봉황리에 있는, 삼국 시대와 남북국 시대의 마애불상이다.
1982년 12월 17일 충청북도 유형문화재로 지정되었다가, 2004년 3월 3일 대한민국의 보물 제1401호 중원 봉황리 마애불상군(中原 鳳凰里 磨崖佛像群)으로 승격 지정되었다가, 2010년 8월 25일 현재의 명칭으로 변경되었다.

## 개요
산비탈 두 곳의 커다란 암벽에 시기를 약간 달리하여 부조(浮彫)로 조각되어 있는 9구의 불·보살상(佛·菩薩像)이다.
상부에는 높이 3.5m, 폭 8m의 바위면에 불좌상 1구가 양각되어 있고, 하부에는 불좌상 1구와 공양상(供養像)·반가상(半跏像)을 중심으로 5구의 보살상 등 모두 8구가 새겨져 있다.
비바람에 의한 마멸로 부분에 걸쳐 윤곽이 뚜렷하지 않지만, 마애불상(磨崖佛像) 중 비교적 초기의 예로 한강유역과 낙동강유역을 연결하는 중간지역이라는 특수한 역사적·지정학적 배경을 바탕으로 조성되었다. 이 마애불상군은 신라 불상조각의 흐름은 물론 고구려 불상의 경향까지도 함께 보여주는 매우 귀한 자료로 그 학술적 가치가 높다.

## 현지 안내문
이 불상군은 1978년 발견되어 학계에 알려졌으며 봉황리 햇골산 중턱 두 곳에 약간 떨어져 위치한다. 아래편에는 앉은 자세의 본존불과 공양상, 반가사유상과 보살상 등 모두 8구로 이루어진 불상군이 위치한다. 불상들은 바위가 놓인 방향에 따라 동남쪽을 향하고 있으며 각각의 크기는 대략 1m 안팎이다. 여래상의 당당한 어깨와 가슴, 손 모양, 두꺼운 옷주름 그리고 공양상의 고리장식과 허리띠 처리 등은 삼국시대 불상에서 보이는 특징이며, 특히 괭이모양의 대좌나 보살상의 갸름한 얼굴은 고구려 양식을 잘 따르고 있다. 왼편으로 조금 떨어진 윗편에는 규모가 큰 마애여래좌상이 동쪽을 향하여 조각되어 있는데 무릎에 비하여 상체는 짧고 네모났으며 얼굴도 4각형에 가까운데 통일신라시대의 마애불로 추정된다. 두광에는 화불이 5구 새겨져 있는데 조금 경직된 듯하나 귀엽고 친근한 느낌을 준다. 불상군 주위에 기와, 도자기 등이 수습되고 있어 이곳에 예전에 절이 조성되었음을 짐작케한다. 봉황리 마애불상군은 한국의 석물 가운데 이른시기인 6세기 후반 ~ 7세기초에 조성된 것으로 추정되며 멀지않은 곳에 남한강이 있어 강변을 따라 불교문화가 전파되었음을 보여주는 귀중한 자료로 조형적·역사적 가치가 높다.